# Faïence de Künersberg

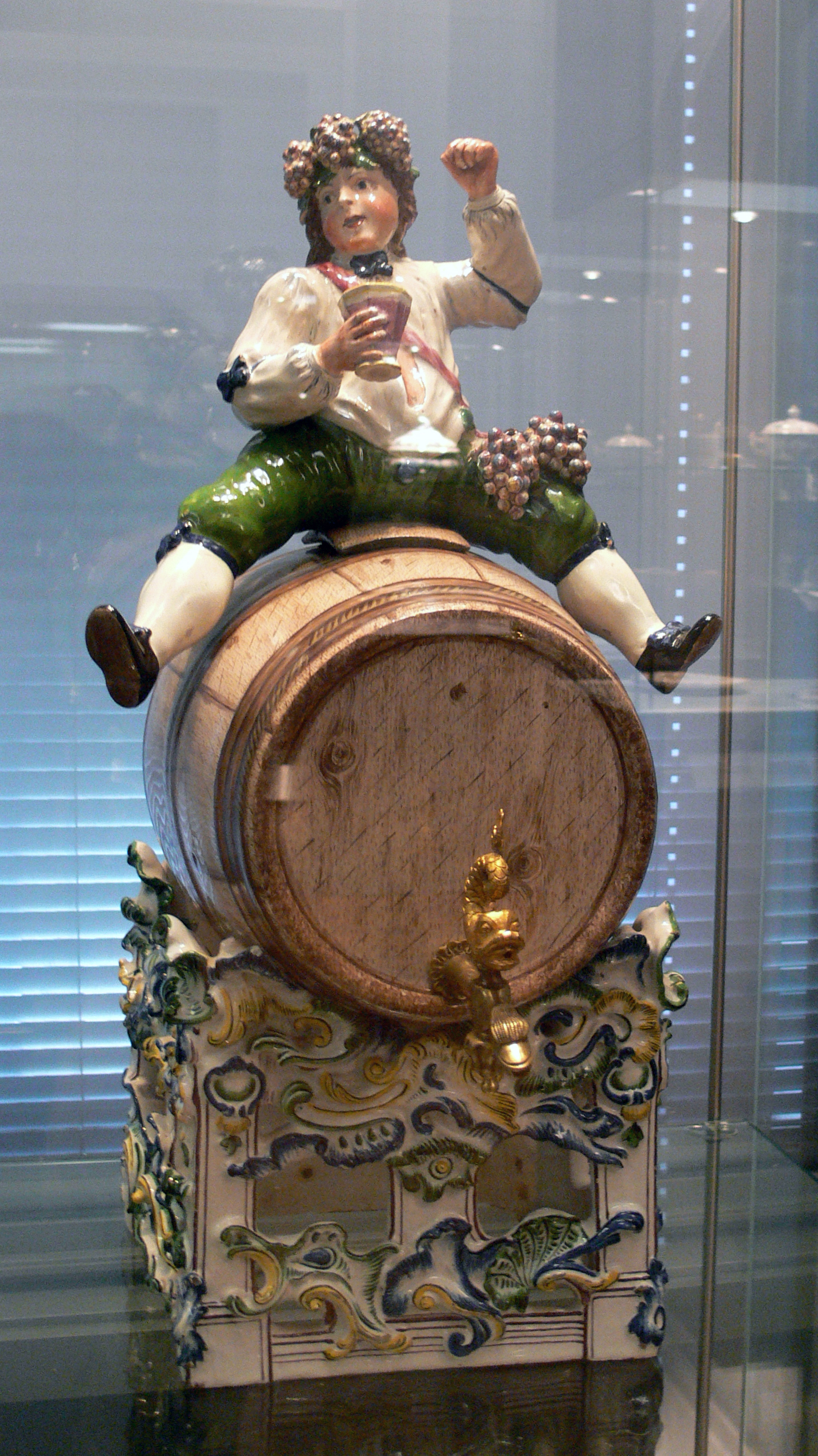

La faïence de Künersberg est une production de céramique créée au XVIIIe siècle par Jakob von Kuener dans les environs de la ville de Memmingen, dans l'état fédéral de Bavière en Allemagne.

## Historique
Jakob von Kuener entreprend ses premiers essais de production de faïence en 1744 dans la vieille ville de Memmingen. Le 28 mai 1745, il reçoit l'autorisation du conseil municipal d'installer une unité de production de faïence dans sa maison de campagne de Küenersberg. En 1751, il en confie la direction à son fils. Mais ce dernier se révèle un piètre gestionnaire et dès 1765, un an après la mort de Jakob von Kuener, la manufacture cesse son activité.